# Assistens Kirkegård (Kopenhagen)
Assistens kirkegård is een van de vijf begraafplaatsen in Kopenhagen, Denemarken. De locatie is een belangrijke groene zone en toeristische attractie in het district Nørrebro.

## Geschiedenis
Assistens kirkegård werd ingewijd op 6 november 1760 en was oorspronkelijk een begraafplaats voor de armen, aangelegd wegens de overvolle begraafplaatsen binnen de ommuurde stad. Tijdens de Deense Gouden Eeuw in de eerste helft van de 19e eeuw werd de begraafplaats populair onder de notabelen en vele leidende figuren van dit tijdperk: onder anderen Hans Christian Andersen, Søren Kierkegaard, Christoffer Wilhelm Eckersberg en Christen Købke zijn begraven op het terrein.
Einde 19e eeuw geraakte de begraafplaats overvol en werden er nieuwe begraafplaatsen rond Kopenhagen opgericht, zoals de Vestre kirkegård. Tijdens de twintigste eeuw bleef de begraafplaats notabelen aantrekken. Onder de laatsten waren de Nobelprijswinnende natuurkundige Niels Bohr en een aantal Amerikaanse jazzmusici die zich in de jaren 1950 en 1960 vestigden in Kopenhagen, zoals Ben Webster en Kenny Drew sr.
In 2003 werd een oude paardenstal in een hoek van de begraafplaats ingericht als klein museum over de lokale schilder en kunstenaar Herman Stilling.

## Bekende personen begraven op Assistens kirkegård

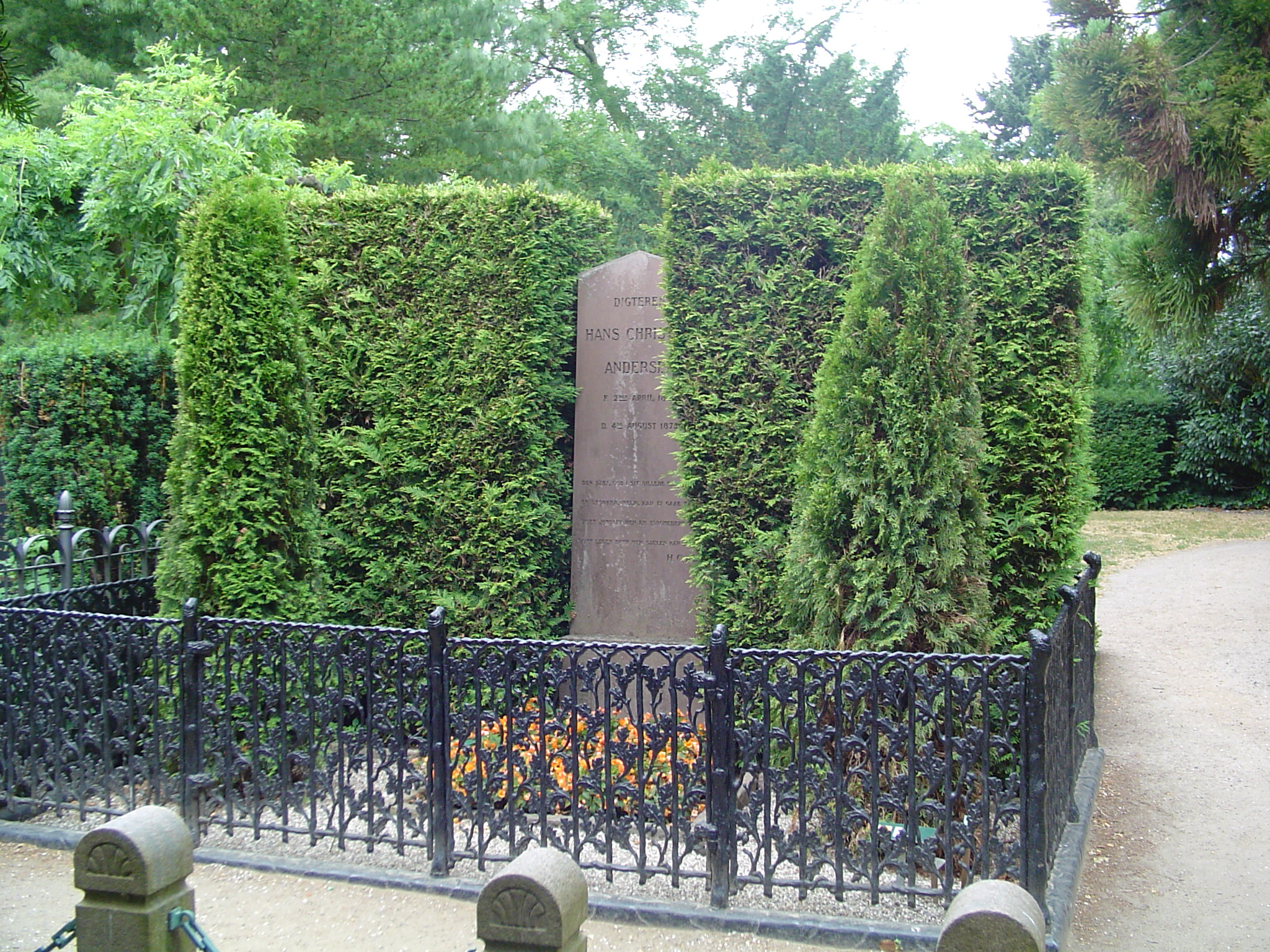
Gedenksteen van Hans Christian Andersen

- Kjeld Abell
- Hans Christian Andersen
- Carl Christoffer Georg Andræ
- Peter Georg Bang
- Christian Bohr
- Harald Bohr
- Niels Bohr
- Etta Cameron
- Jakob Ejersbo
- Henry Heerup
- Betty Hennings
- Henrik Hennings
- Søren Hjorth
- Birger Jensen
- Søren Kierkegaard
- Marie Kofoed
- Henrik Nikolai Krøyer
- Friedrich Kuhlau
- Christen Købke
- Johan Nicolai Madvig
- Wilhelm Marstrand
- Lauritz Melchior
- Niels Neergaard
- Martin Andersen Nexø
- Rasmus Rask
- Hans Scherfig
- Johanne Stockmarr
- Ben Webster
- Caspar Wessel

## Fotogalerij

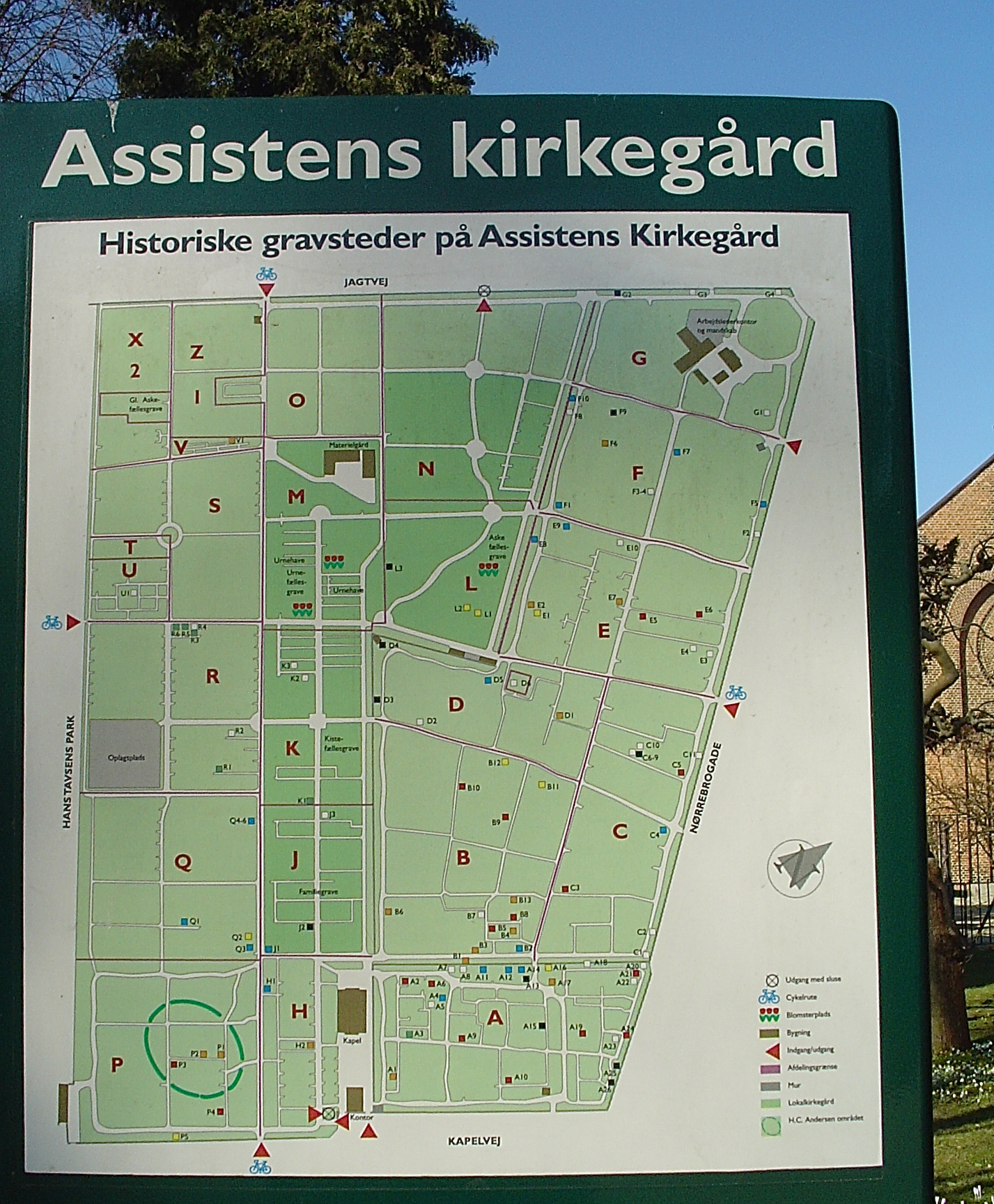
Informatiebord begraafplaats
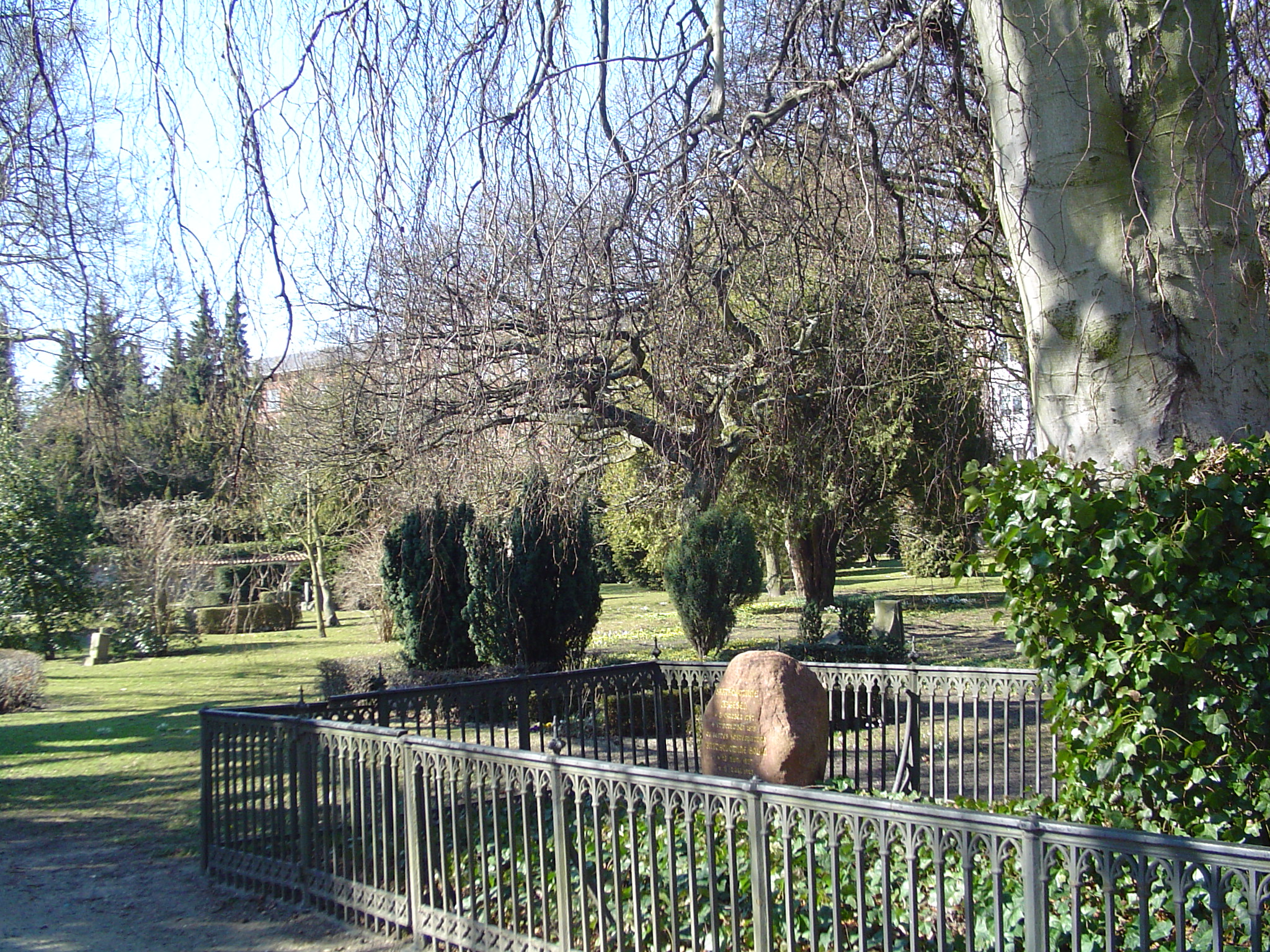
Op de begraafplaats
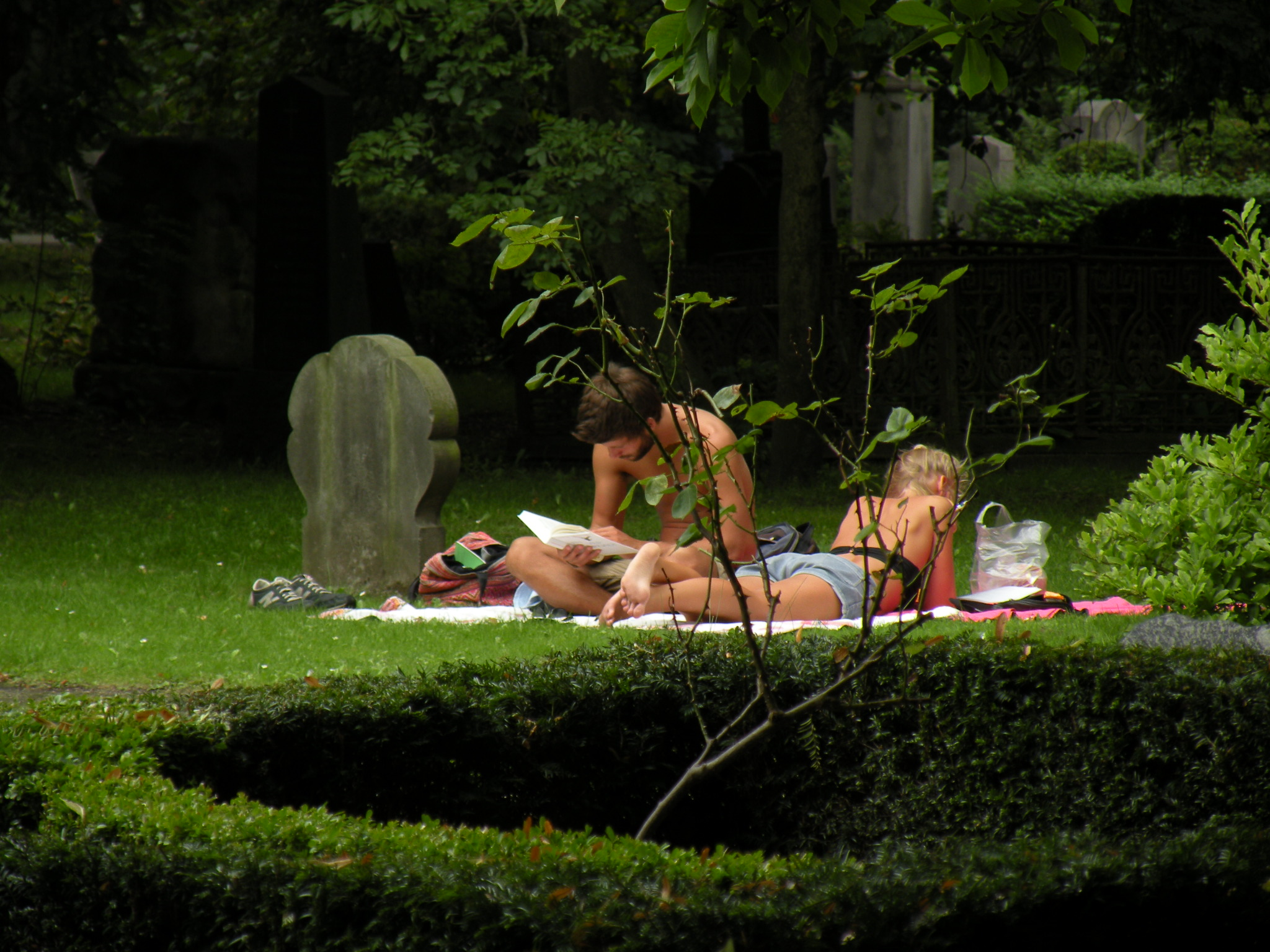
Verpozen op de weide
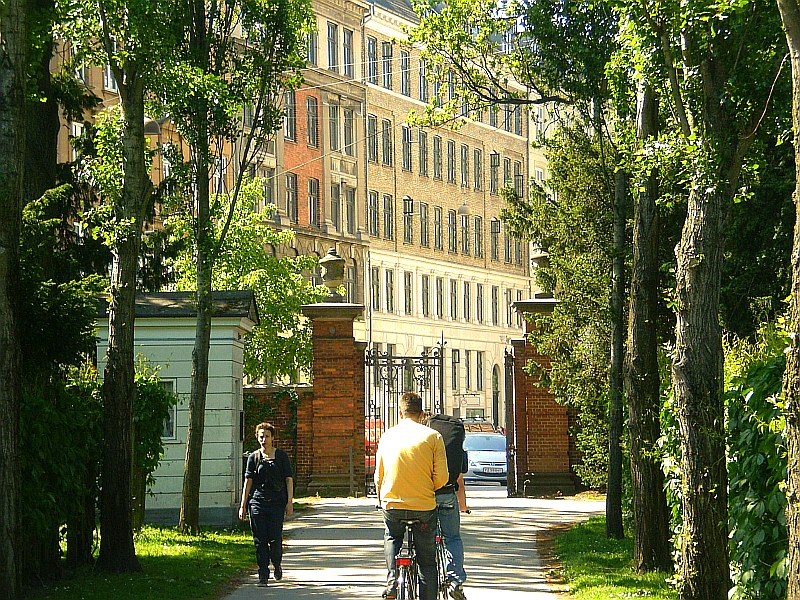
Poort aan de Jagtvej